# NGC 97
NGC 97 is een elliptisch sterrenstelsel in het sterrenbeeld Andromeda die op ongeveer 235 miljoen lichtjaar afstand van de Aarde staat.
NGC 97 werd op 16 september 1828 ontdekt door de Britse astronoom John Herschel.

## Synoniemen
- PGC 1442
- UGC 216
- MCG 5-2-7
- ZWG 500.9